# Grete Kummen
Grete Kummen, gebürtig Haugen (* 21. April 1952 in Sigdal) ist eine ehemalige norwegische Skilangläuferin.
Kummen, die für den IL Heming und den IL i BUL startete, gewann bei den Junioreneuropameisterschaften 1970 in Gosau die Bronzemedaille mit der Staffel. Bei ihrer einzigen Olympiateilnahme im Februar 1976 in Innsbruck lief sie auf den 35. Platz über 10 km, auf den achten Rang über 5 km und auf den fünften Platz mit der Staffel. Bei norwegischen Meisterschaften siegte sie im Jahr 1976 über 10 km und mit der Staffel von IL i BUL. Zudem wurde sie in den Jahren 1974 und 1975 jeweils Dritte mit der Staffel von IL i BUL und 1975 Dritte über 10 km.